# Загін спеціального призначення
SEK (абр. від нім. Spezialeinsatzkommando, укр. Загін спеціального призначення) — спеціальні тактичні підрозділи Земельної поліції Німеччини (нім. Landespolizei), що створені та діють у кожній зі 16 земель ФРН. Разом із Mobiles Einsatzkommando (MEK), Personenschutzkommando (тілоохоронці) та Verhandlungsgruppe (переговорні групи в деяких землях), є частиною поліції Spezialeinheiten кожної землі. Основними завданнями підрозділів є затримання особливо небезпечних злочинців, що можуть чинити збройний опір, затримання членів злочинних організацій та озброєних банд, звільнення заручників, проведення антитерористичних операцій, забезпечення охорони VIP-персон та важливих державних заходів. SEK Баден-Вюртемберга є єдиним SEK, що належить до мережі європейських підрозділів спеціальної поліції Atlas. 
До 2013 року підрозділ офіційно називався нім. Sondereinsatzkommando (Загін спеціальних операцій) проте через асоціацію у корінних німців з нім. Sondereinsatzkommandos Eichmann SS назву змінили на нім. Spezialeinsatzkommando без зміни абревіатури SEK. Проте на не офіційному рівні між поліціянтами та військовими використовується колишня назва для позначення підрозділу SEK.

## Історія
Після теракту під час Олімпійських ігор 1972 року, які проходили в Мюнхені, Постійна конференція міністрів внутрішніх справ і сенаторів у 1974 році ухвалила «Концепцію створення та використання спеціальних підрозділів федеральних земель і федерального уряду для боротьби з терористами», відповідно до якої в поліції землі Північний Рейн-Вестфалія був створений перший підрозділ SEK.
Спочатку SEK також використовувалися для придушення масових безладів, але після зіткнень на місці будівництва запланованого заводу з переробки у Ваккерсдорфі наприкінці 1980-х років з них зняли цю функцію та передали її іншим підрозділам поліції.
Після об'єднання Західної та Східної Німеччини у 1990 році деяких колишніх офіцерів Управління IX (нім. Diensteinheit IX) та Народної поліції (нім. Volkspolizei) та після ретельної спецперевірки перевели до SEK, які тепер створювалися в усій країні. Наприклад, це стосується підрозділів SEK у Мекленбурзі-Передній Померанії та Саксонії-Ангальт.
У 2002 році підрозділ SEK у Баден-Вюртемберзі приэднався до мережі європейських підрозділів спеціальної поліції Atlas. 
2013 року SEK через політичні мотиви отримала зміну назви з Sondereinsatzkommando на Spezialeinsatzkommando.
22 липня 2016 року підрозділи SEK були залучені до спецоперації в Мюнхені, коли 18-річний німець іранського походження Давид Сонболі вбив дев'ятьох та поранив п'ятьох людей у торговому центрі Olympia-Einkaufszentrumу у районі Моозах.

## Завдання
Офіцери SEK навчаються боротьбі з тероризмом, порятунку заручників і штурму будівель. Їх використовують для складних поліцейських операцій, зокрема забезпечення громадської безпеки під час масових заходів, у яких беруть участь важливі особи та в оперативних цілях (за запитом звичайної поліції) і подібно до груп SWAT поліції США.

Резонансні операції SEK часто відбуваються в контексті випадків захоплення заручників або атак терористів. Однак такі операції становлять лише малу частину повсякденного роботи SEK. Більшість місій майже не згадуються в ЗМІ та щоденній пресі – це завдання зі затримання небезпечних або озброєних злочинців, які можуть чинити збройний опір, або супровід перевезень ув'язнених. Також SEK проводить рейди у сфері боротьби з організованою злочинністю. До обов'язків підрозділів SEK входить й особистий захист та охорона свідків.

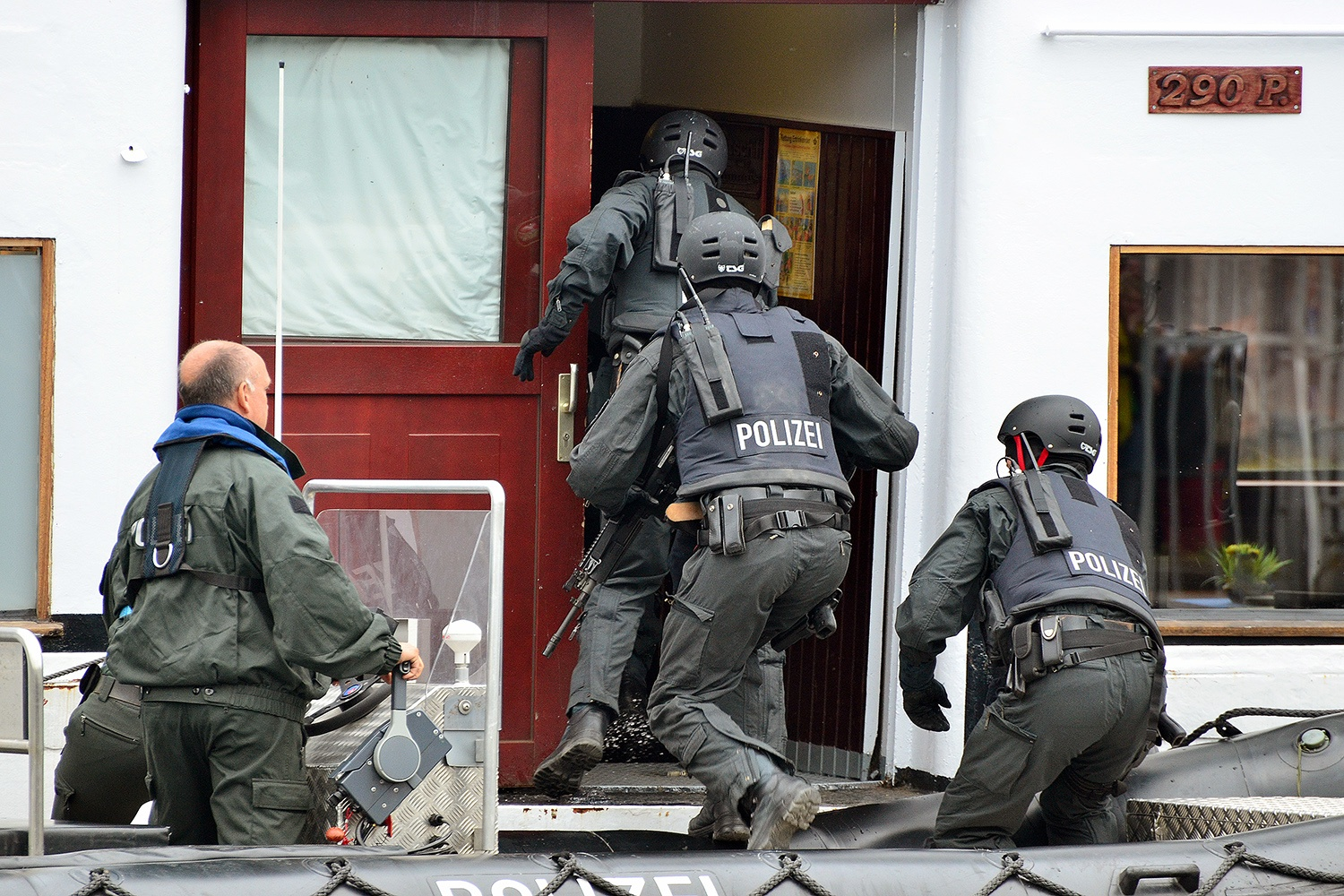
Робота підрозділів SEK у 2013 році

## Структура
Структура підрозділів SEK може відрізнятися залежно від федеральної землі, де вони діють. Вони можуть бути частиною загонів резервної поліції, підпорядковуватися Міністерству внутрішніх справ або великим поліцейським управлінням (наприклад, президіям). Проте в більшості земель спостерігається тенденція до підпорядкування SEK державним кримінальним поліцейським управлінням (LKA), зазвичай спільно з Мобільними оперативними групами (абр. MEK, нім. Mobile Einsatzkommandos).
Внутрішня структура SEK також відрізняється залежно від фередеральної землі, але зазвичай вони складаються зі 40-70 співробітників, які розподілені на різні оперативні групи.
У деяких федеральних землях структура SEK ґрунтується на регіональних центрах злочинності. Наприклад у Північній Рейн-Вестфалії та Рейнланд-Пфальці SEK створені в кількох великих містах, тоді як у Баварії та Гессені існують два підрозділи, які відповідають за північну та південну половину землі відповідно. У великих за площею землях з порівняно низьким рівнем злочинності, таких як Бранденбург, створено центральний SEK (зазвичай у столиці федеральної землі).
У всіх федеральних землях до спеціальних підрозділів також належать MEK та переговорні групи. Переговорна група складається зі спеціально навчених поліцейських, які в особливих ситуаціях виступають як представники поліції перед цільовою особою. MEK тісно співпрацюють з SEK і спеціалізуються на спостереженнях.

## Набір та навчання
Члени SEK є спеціально та інтенсивно підготовленими поліцейськими. У SEK працюють лише ті, хто пройшов складний відбір для прийняття до спецпідрозділу. Вікове обмеження для претендентів – від 23 до 34 років. Жінки та чоловіки можуть однаково приєднатися до оперативних груп, хоча дуже мало жінок служать у SEK. Проте завдяки організаційній єдності SEK і MEK у землі Гамбург тут більша частка жінок.
Профіль вимог залежить не лише від фізичної підготовки вище середнього, а й від сили характеру, високих соціальних навичок, здатності до розсудливості та стійкості до стресу.

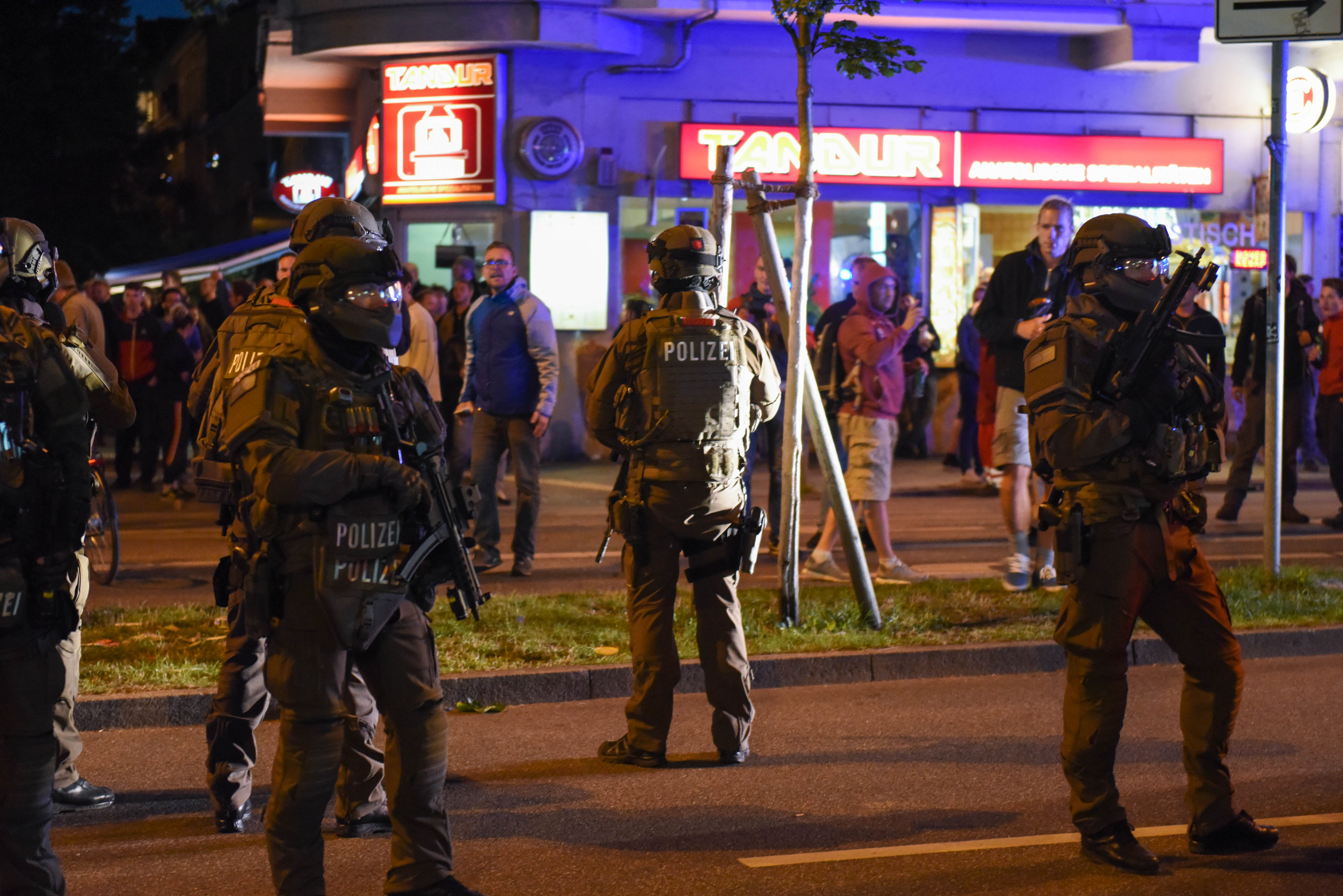
Озброєні офіцери SEK на перехресті Фельдштрассе в Гамбурзі під час саміту G20

Вступне випробування поділяється на фізичне та психологічне. Також поширене стресове інтерв’ю, під час якого заявник сидить навпроти комісії, що складається з психолога , досвідченого військовослужбовця та, у багатьох місцях, командира та його заступника. Після проходження іспиту слідує спеціальний курс навчання, який триває кілька місяців, під час якого тренується фізична та психічна стійкість, а також відбуваються тренування з проникнення в будівлі, водіння та скелелазіння, бойових мистецтв і комплексних навичок стрільби. Кандидатів SEK спеціально підштовхують до межі фізичних і розумових можливостей.
Члени SEK отримують надбавку за небезпеку або роботу у важких умовах у розмірі близько 150-250 євро на місяць додатково до соновної зарплати, хоча інші надбавки їм можуть не надаватися.
Залежно від країни, офіцери повинні залишити службу доступу SEK, коли досягають граничного віку близько 45 років.

## Оснащення

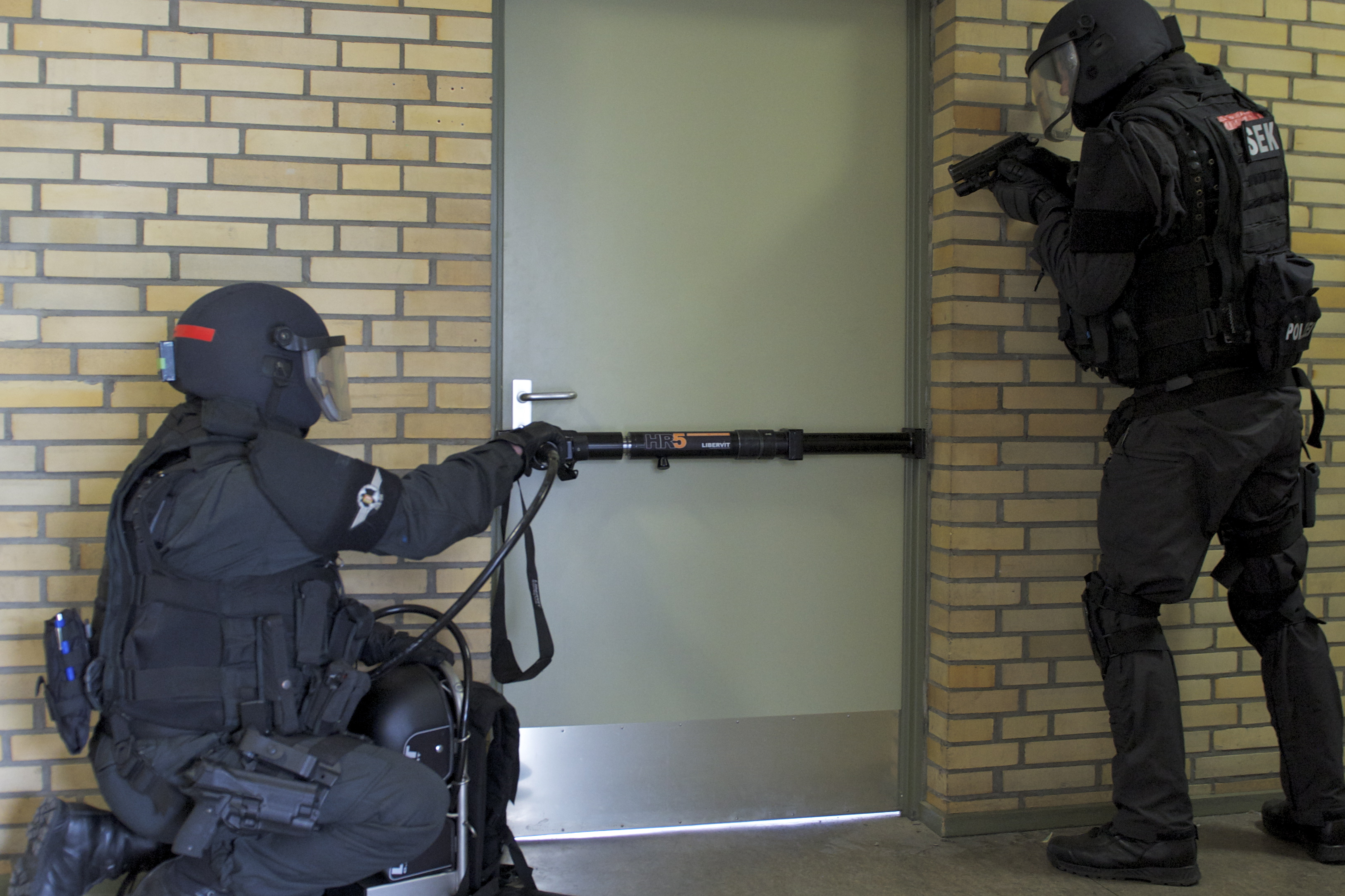
Офіцери поліції SEK

Порівняно з патрульною поліцією, SEK має більш широкий арсенал спорядження, який складається, наприклад, з бронежилета вагою до 15 кг із захистом від удару, балаклави та балістичного шолома. Частина спорядження сумки містить респіратор, радіоприймач, годинник і багатоцільовий ніж. Поширені пістолети виробників Glock, SIG Sauer, Heckler & Koch і Walther (наприклад, Walther P99). Також часто використовують такі пістолети-кулемети, як HK MP5 і HK MP7. Штурмові та снайперські гвинтівки, такі як Steyr AUG на SEK Südbayern, також зберігаються на складі. Повторні рушниці використовуються зі спеціальними боєприпасами для відкривання дверей, а також із кулями для дробовика проти озброєного злочинця в захисному жилеті. Підрозділи також мають інше обладнання, таке як балістичні щити, електроімпульсні пристрої та вибухові речовини для проникнення в будівлі.